# Sacerdote (ebraismo)

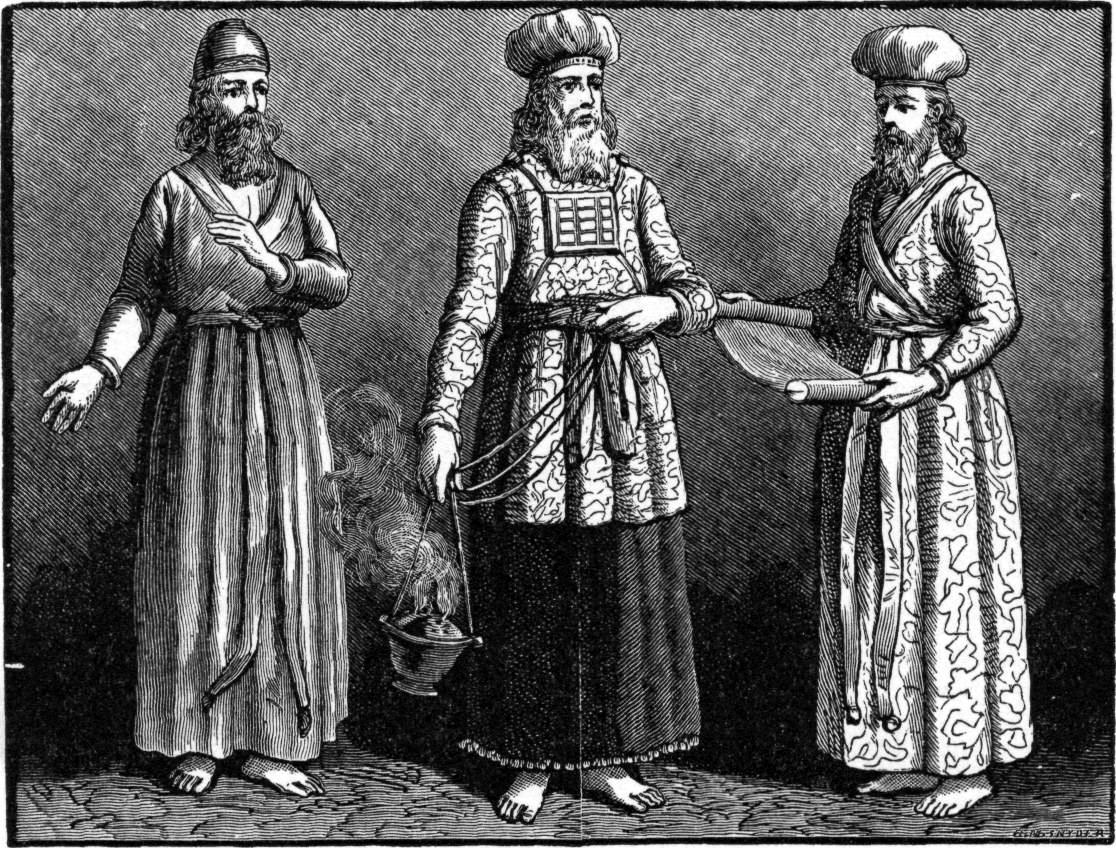
I sacerdoti del Tabernacolo
Bibbia Foster, 1897

Nella religione ebraica il sacerdote o cohen, pl. cohanim (ebraico כּהן kohèn, pl. כּוהנים kohanîm) è una figura religiosa preposta all'esercizio del culto e alla mediazione dei rapporti con la divinità; risale in particolare al servizio sacrificale presso il Tempio di Gerusalemme. Il vocabolo kohèn viene usato nella Torah per riferirsi ai sacerdoti, sia ebraici che non-ebraici, come anche all'intera nazione ebraica nel suo complesso. Si citavano come sacerdoti anche i kohanim di Baal (2 Re 10:19). Durante l'esistenza del Tempio di Gerusalemme i kohanim officiavano l'offerta dei sacrifici quotidiani e associati alle festività ebraiche.
Attualmente i kohanim conservano uno status importante all'interno dell'ebraismo e sono vincolati da ulteriori restrizioni in base alle tradizioni dell'ebraismo ortodosso e dell'Halakhah (Legge ebraica). In breve, le uniche funzioni sacerdotali rimaste sono la benedizione sacerdotale e la riscossione del riscatto dei primogeniti; gli unici privilegi sacerdotali ancora in vigore sono l'onore loro dovuto, la precedenza nella salita alla lettura della Torah nel culto sinagogale e il diritto di proprietà sui primogeniti del bestiame appartenente ad un altro ebreo. Secondo l'ebraismo ortodosso, con la distruzione del Secondo Tempio nel 70 d.C. e la cessazione dei sacrifici ebraici, la maggior parte delle funzioni sacerdotali è sospesa, in attesa della ricostituzione del Terzo Tempio ad opera del Messia.
Secondo i testi biblici, lo status di sacerdote è ereditario, riguardante i soli discendenti di Aronne e distinto da quello del profeta (uomo senza precise caratteristiche sociali, chiamato da Dio per parlare a suo nome) e da quello del levita (appartenente alla tribù di Levi con un ruolo cultuale subordinato a quello del sacerdote). Il culto fu svolto dai sacerdoti dapprima all'interno della "Dimora" (il santuario itinerante contenente l'Arca dell'Alleanza costruito da Mosè nel deserto), poi nel Tempio di Gerusalemme a partire dal X secolo a.e.v. sono ricordati anche culti sacerdotali nelle "alture", cioè altari costruiti su colline sparsi nella Palestina, dove però spesso si infiltravano elementi cultuali pagani. Per questo Giosia, nella sua riforma religiosa del VII secolo a.e.v., accentrò il culto nel solo tempio di Gerusalemme.

## Etimologia
Il nome ebraico kohen deriva da una radice comune alle lingue semitiche centrali; la parola araba imparentata è كاهن‎ kāhin, che significa "indovino, augure, o sacerdote". Kohen viene frequentemente tradotto come "sacerdote", che sia ebraico o pagano, si veda i sacerdoti di Baal o Dagon, sebbene i sacerdoti cristiani vengano menzionati in ebraico col termine komer (ebraico: כומר).
Traduzioni in parafrasi delle interpretazioni Targumiche aramaiche includono "amico" nel Targum Jonathan di 2 Re 10:11, "maestro" nel Targum di Amos 7:10 e "ministro" nella Mechilta della Parshah Ietro - Libro dell'Esodo 18:1–20:23 1:1. In una traduzione completamente diversa si propone il titolo di "lavoratore" secondo Rashi sull'Esodo 29:30 - e "servitore" secondo il Targum di Geremia 48:7. Alcuni hanno tentato di risolvere questa traduzione contraddittoria suggerendo che, sebbene il sacerdote goda di privilegi specifici, una componente primaria del sacerdozio nell'ebraismo è la servitù (da cui "servizio sacerdotale", "servizio liturgico", "servizio divino", ecc.).

## Origini bibliche

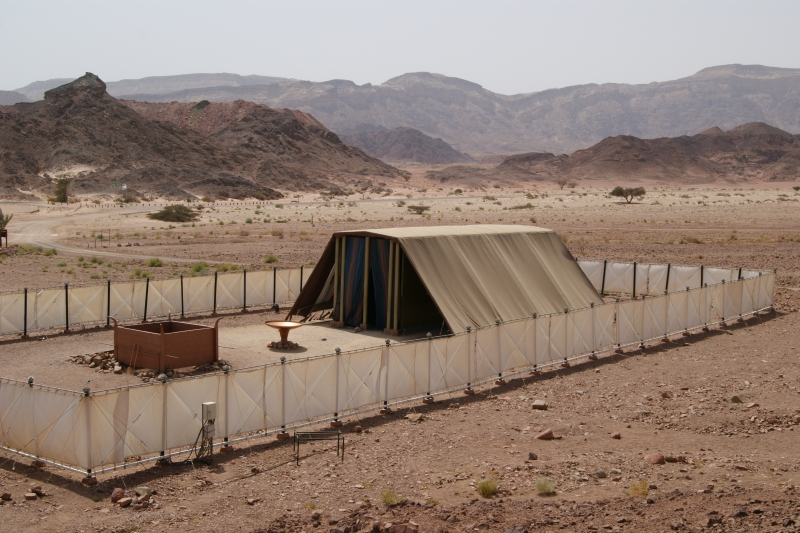
Modello del tabernacolo trasportabile, ricostruito nel Parco Timna di Israele

Lo status o condizione di sacerdote kohen venne conferito ad Aronne, fratello di Mosè, e ai suoi figli come un perenne patto di alleanza Durante i 40 anni di peregrinazioni nel deserto, fintanto che il Tempio non fu costruito a Gerusalemme, i sacerdoti officiavano il loro servizio sacro nel Tabernacolo trasportabile. I loro compiti includevano l'offerta quotidiana di sacrifici e quelle delle Festività ebraiche e le benedizioni del popolo nella cerimonia della Benedizione Sacerdotale, successivamente chiamata anche Nesiat Kapayim ("Elevare le mani [al cielo]").
Una lista delle classi sacerdotali si trova in 1 Cr 24,1.7-18.

Il sistema di rotazione settimanale nel servizio al Tempio iniziava con il sabato, l'ordine delle classi sacerdotali è ricavabile anche in 2 Cr 23:8 e in 1 Cr 9,25.
Quando il Primo e Secondo Tempio furono costruiti i sacerdoti mantennero gli stessi ruoli nell'ambito della struttura permanente che si trovava sul Monte del Tempio a Gerusalemme. Furono suddivisi in 24 gruppi, con ogni gruppo che consisteva di sei famiglie sacerdotali. Ognuno dei 24 officiava per una settimana completa, con ciascuna delle sei che officiava per un giorno alla settimana; durante lo Shabbat tutti e sei lavoravano coordinati. Secondo l'interpretazione rabbinica successiva, questi 24 gruppi cambiavano ogni sabato al termine del servizio di preghiere Mussaf. Durante le festività bibliche tutti e 24 erano presenti nel Tempio per le funzioni liturgiche.
In un senso più ampio, dal momento che Aronne era un discendente della Tribù di Levi, i sacerdoti sono a volte inclusi nel termine "leviti", questo per discendenza patrilineare diretta. Tuttavia non tutti i leviti sono sacerdoti. Quando esisteva il Tempio la maggior parte dei sacrifici e delle offerte potevano essere effettuate esclusivamente dai sacerdoti. I leviti non-sacerdotali (vale a dire tutti coloro che discendevano da Levi, figlio di Giacobbe, ma non da Aronne) eseguivano una serie di altri ruoli templari, tra cui la macellazione rituale degli animali (Shechita), il servizio cantato e musicale e varie attività di sussidio ai sacerdoti nello svolgere.

### Nella Legge della Torah
La Torah cita Melchisedec re di Salem - identificato da Rashi nella persona di Sem, figlio di Noè - come "sacerdote" kohen di El Elyon (il Dio supremo) (Genesi 14:18). Il secondo è Potifar, sacerdote di Eliopoli (Genesi 39,1-20), poi Ietro, sacerdote madianita (Es.18,1-12) - entrambi pagani della loro epoca.
Entrando in Canaan la terra fu divisa tra tutte le tribù israelite con una eccezione: i membri delle Tribù di Levi non ricevettero nessun territorio. Invece furono designati quali insegnanti spirituali e leader delle altre tribù e dovevano esser sostenuti con una tassa del dieci percento imposta sugli altri israeliti (Numeri Dueteronomio). Le tribù furono inoltre obbligate ad assegnare 48 città ai Leviti insieme a pascoli sufficienti per il loro bestiame (Esodo).
Esaù vendette la primogenitura a Giacobbe, Rashi spiega con il sacerdozio venne venduto insieme ad essa infatti di diritto il sacerdozio appartiene al primogenito. Solo quando il primogenito (insieme al resto di Israele) peccò nell'episodio del vitello d'oro il sacerdozio venne assegnato alla Tribù di Levi, che non era stata contaminata da questo incidente. Nel momento in cui quasi tutto il popolo di Israele era ritornato all'idolatria e Mosè esortò coloro che erano ancora dalla parte di Dio di farsi avanti, i Leviti in blocco risposero alla sua chiamata (Esodo 32:26-28).
Mosè avrebbe dovuto ricevere il sacerdozio insieme alla guida del popolo ebraico ma, quando disputò con Dio dicendo che non voleva essere il capo della sua gente, il sacerdozio fu dato ad Aronne. Aronne ricevette il sacerdozio insieme ai suoi figli e ai discendenti nati successivamente. Tuttavia suo nipote Fineas era già nato e non ricevette il sacerdozio fino a che non uccise il principe della Tribù di Simeone e la principessa dei Madianiti (Numeri 25:7-13). Successivamente il sacerdozio è rimasto con i discendenti di Aronne. Alcune fonti cabalistiche affermano che, quando arriverà il Messia, il sacerdozio tornerà al primogenito.
La Torah comanda che il servizio religioso dei Leviti deve decorrere dall'età di 25 anni (8:24) o 30 anni (4:35) fino ai 50 anni, dopodiché potevano mettersi a riposo (8:25-26). Il Libro delle Cronache 23:24ff. registra che Re David successivamente abbassò l'età dell'inizio del sacerdozio levita a 20 anni. Nel periodo post-esilio, durante l'esistenza del Tempio, i Leviti accompagnavano i sacrifici con canzoni e musiche.
Il Deuteronomio assegna ai kohanim ulteriori compiti: giudicare casi difficili (17:8-9), regolare il controllo dei lebbrosi (24:8), proteggere la Torah (17:18) e assistere Mosè nella cerimonia del rinnovo dell'Alleanza (27:9ff.).
È sempre stato considerato un grande onore essere un kohen, tale onore comporta anche diverse restrizioni: la Torah proibisce al sacerdote di sposare una divorziata (21:7) e di venire in contatto con le salme dei morti, eccetto quelle di parenti stretti (21:1-4). I sacerdoti quindi non potevano presenziare ai funerali (eccetto che di parenti stretti) o visitare cimiteri, leggi che sono correntemente rispettate dai kohanim ortodossi.

### Il Sommo Sacerdote
In ogni generazione, quando esisteva il Tempio, veniva scelto un Kohen per svolgere le funzioni di Sommo Sacerdote (ebr.: Kohen Gadol). Il suo compito primario era rappresentato dal servizio di Yom Kippur, il "Giorno dell'Espiazione". Altri compiti esclusivi del Sommo Sacerdote comprendevano l'offerta di un pasto come sacrificio quotidiano e la prerogativa di poter sostituire qualsiasi sacerdote e di offrire qualsiasi offerta gli aggradasse. Anche se la Torah conserva una procedura per eleggere il Sommo Sacerdote quando necessario, in assenza del Tempio di Gerusalemme non esiste oggi nell'ebraismo un Sommo Sacerdote.

### Le 24 divisioni kohaniche

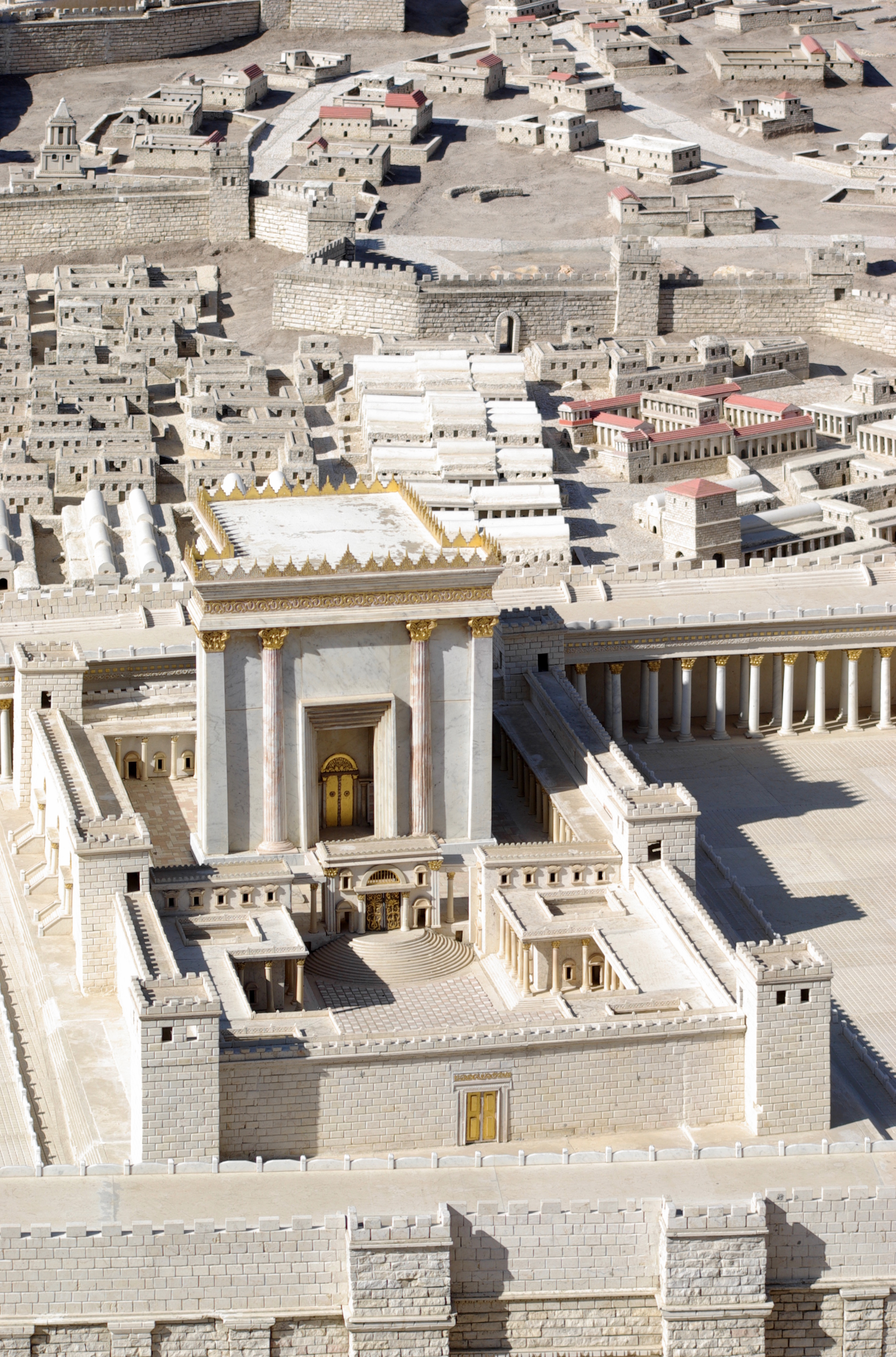
Modello del Tempio di Gerusalemme

Re David e Samuele divisero i gruppi sacerdotali preesistenti in 24 divisioni (ebr. Mishmarot, משמרות), dato che nei tempi precedenti ammontavano soltanto ad otto. I membri di ogni gruppo erano responsabili di mantenere il programma delle offerte al Tempio (Cronache 24:3-5). Quando furono costruiti il Primo ed il Secondo Tempio i kohanim assunsero questi ruoli presso il tempio permanente sul Monte del Tempio a Gerusalemme. Ognuno dei 24 gruppi comprendeva sei famiglie sacerdotali, ognuna delle quali serviva una volta alla settimana. Nello Shabbat officiavano tutte e sei coordinate. Questi 24 gruppi cambiavano ogni Shabbat alla conclusione del servizio. Però, durante le Festività ebraiche, tutti i 24 gruppi officiavano al Tempio in concelebrazione. Il ciclo dei 24 corsi sacerdotali veniva ripetuto circa due volte all'anno.
Tutti questi sacerdoti erano discendenti di Aronne ed erano noti anche come Aroniti. Aronne ebbe quattro figli: Nadav, Avihu, Eleazaro e Ithamar. Tuttavia Nadav e Avihu morirono prima di Aronne e solo Eleazaro e Ithamar ebbero figli. Un sacerdote, Zadok, discendente di Eleazaro, e un altro sacerdote, Abimelech, discendente di Ithamar, furono designati da Re David ad aiutare a creare i vari gruppi sacerdotali di lavoro. Sedici discendenti di Eleazaro furono scelti come capi degli ordini sacerdotali mentre solo otto ne furono scelti dalla parte di Ithamar. Il passo biblico afferma che ciò fu fatto a causa del più grande numero di leader che figuravano tra i discendenti di Eleazaro. Si sorteggiò l'ordine di entrata nel Tempio dei capi degli ordini sacerdotali. Ogni ordine era responsabile di officiare in una data settimana e nello Shabbat e rimanere piantonato alla veglia del Tabernacolo.
|                  |           |                     |
| Divisione        | Nome      | Riferimento biblico |
| Prima            | Ioarib    | 1 Cronache 24:7     |
| Seconda          | Iedaia    | 1 Cronache 24:7     |
| Terza            | Carim     | 1 Cronache 24:8     |
| Quarta           | Seorim    | 1 Cronache 24:8     |
| Quinta           | Malchijah | 1 Cronache 24:9     |
| Sesta            | Mijamin   | 1 Cronache 24:9     |
| Settima          | Akkoz     | 1 Cronache 24:10    |
| Ottava           | Abijah    | 1 Cronache 24:10    |
| Nona             | Iesua     | 1 Cronache 24:11    |
| Decima           | Shecaniah | 1 Cronache 24:11    |
| Undicesima       | Eliashib  | 1 Cronache 24:12    |
| Dodicesima       | Iakim     | 1 Cronache 24:12    |
| Tredicesima      | Cuppah    | 1 Cronache 24:13    |
| Quattordicesima  | Iesebeab  | 1 Cronache 24:13    |
| Quindicesima     | Bilgah    | 1 Cronache 24:14    |
| Sedicesima       | Immer     | 1 Cronache 24:14    |
| Diciassettesima  | Chezir    | 1 Cronache 24:15    |
| Diciottesima     | Happizzez | 1 Cronache 24:15    |
| Diciannovesima   | Pethahiah | 1 Cronache 24:16    |
| Ventesima        | Jehezkel  | 1 Cronache 24:16    |
| Ventunesima      | Jachin    | 1 Cronache 24:17    |
| Ventiduesima     | Gamul     | 1 Cronache 24:17    |
| Ventitreesima    | Delaiah   | 1 Cronache 24:18    |
| Ventiquattresima | Maaziah   | 1 Cronache 24:18    |

## Distruzione del Secondo Tempio
Dopo la distruzione del Tempio, alla fine del prima guerra giudaica e il trasferimento in Galilea della maggior parte della restante popolazione ebraica della Giudea alla fine della rivolta di Bar Kochba, la tradizione ebraica del Talmud e le poesie dell'epoca registrano che i discendenti di ciascun gruppo sacerdotale istituì una sede separata nelle città e nei villaggi della Galilea, mantenendo questo modello residenziale per diversi secoli, in aspettativa della ricostruzione del Tempio e una ripresa della ciclo di corsi sacerdotali. In particolare questa regione di insediamento kohanico si estendeva dalla Valle di Beit Netofa (Bassa Galilea), attraverso la regione di Nazaret, fino ad Arbel e vicino a Tiberiade.

## Nella Mishnah e nel Talmud

### Qualifiche e squalifiche
Anche se i kohanim potevano assumere i loro compiti una volta raggiunta la maturità fisica, la fraternità dei kohanim generalmente non permetteva ai kohanim giovani di iniziare il loro servizio fino a quando non avevano raggiunto l'età di 20 anni ma qualche opinione asserisce che questa età fosse 30 anni. Non esisteva un'età di pensionamento obbligatorio. Solo quando un kohen diventava fisicamente infermo allora poteva non servire più.
Un kohen veniva squalificato dal compiere il suo servizio per una serie di motivi, qui appresso elencati. Si deve comunque ricordare che il kohen non era mai definitivamente squalificato dal suo servizio ma gli era consentito di tornare alle sue normali funzioni dopo la cessazione della squalifica.

#### Secondo la Legge di Mosè
Molte di queste squalifiche vengono applicate tutt'oggi al ruolo corrente del kohen, secondo i dettami della Mishnah e del Talmud che interpretano la Legge di Mosè (Torah) insieme al resto della Letteratura rabbinica e a certe scuole dell'ebraismo moderno.

##### Squalifiche fisiche
Questi difetti includono:
1. Cecità
2. Disabilità nel camminare
3. Setto nasale troppo basso (tale che un pennello possa passare l'unguento su entrambi gli occhi contemporaneamente)
4. Arti sproporzionati
5. Un piede o mano paralizzati
6. Cataratte
7. Una striscia bianca che attraversi l'unione tra la sclera e l'iride
8. Certi tipi di foruncoli
9. Testicoli schiacciati[66]

##### Contaminazioni
Poiché i sacerdoti occupavano un ruolo unico e speciale nel popolo di Israele, cioè il servizio del Tempio e la consumazione della Santa Terumah ("pasto di offerta"), la Torah li obbligava a seguire regole speciali di purezza rituale per proteggerli dalla contaminazione rituale (Tumah). Alcune di queste regole vengono osservate odiernamente nell'ebraismo ortodosso.
- Contaminazione per contatto con le salme:
  - Si proibisce ai kohanim di venire in contatto con i corpi dei morti. Vien loro permesso però di entrare in contatto con le salme dei parenti stretti: padre, madre, fratello, sorella nubile, bambino. La contaminazione di un kohen dovuta a sua moglie morta, sebbene non esplicito nella Bibbia, è permessa per ordine rabbinico (D'Oraita e D'Rabbanan).
  - Si proibisce al kohen di entrare in una casa o spazio nel quale vi sia una salma (o sua parte) - come scritto sul Levitico 10:6[67], 21:1–5[68], 44:20[69], 44:25[70]. Esempi pratici comprendono: non entrare in un cimitero o andare ad un funerale; non stare nella stessa stanza (casa, ospedale) dove vi sia un organo smembrato. Le regole e direttive precise della contaminazione sono alquanto complesse ma la regola di base è che i sacerdoti non possono entrare nella stessa stanza dove vi sia una salma o avvicinarsene di alcuni metri. Prossimità di un cadavere non-ebreo è meno grave e potrebbe diventare un problema solo se toccato[senza fonte]. Secondo la pratica ebraica ortodossa anche i kohanim di oggi sono tenuti ad evitare la contaminazione rituale come prescritto dal Talmud. Al fine di proteggerli dal contatto o dalla vicinanza dei morti, i cimiteri ortodossi tradizionalmente designano un luogo di sepoltura per kohanim che si trova ad una certa distanza dal cimitero generale, in modo che i figli di kohanim defunti possano partecipare al funerale dei genitori. Stanno anche attenti a non entrare in un ospedale, aereo o uno spazio chiuso dove siano presenti corpi di morti.
- Eccezioni:
  - Il Talmud prescrive che se ad un kohen, anche un Kohen Gadol, capita di passare vicino ad un morto lungo la via e non c'è nessuno in zona che può esser chiamato a seppellirlo, allora il kohen stesso deve esentarsi dalla regola Tumah e procedere alla sepoltura (Meis Mitzvah). Il Talmud permette anche al kohen di contaminarsi nel caso di morte di un Nasi (Rabbino capo di un'accademia religiosa). Il Talmud narra che, quando morì Judah haNasi, le leggi sacerdotali che proibivano la contaminazione coi morti furono sospese per permettere la cerimonia di sepoltura.
- Contaminazione coniugale:
  - Un Kohen non può sposare una donna ripudiata dal marito o una prostituta o una donna già disonorata (in ebraico חללה ‎?) (Levitico 21:7[71]). Un kohen che effettui tale matrimonio perde la sua condizione di sacerdote finché rimane in quella situazione; al kohen non è permesso di rinunciare alla sua condizione di sacerdote e sposarsi con una donna che gli è proibita (Levitico 21:6-7[72]). Tuttavia, nel caso un kohen trasgredisca tali restrizioni ma poi termini il matrimonio, potrà riassumere le sue funzioni e doveri sacerdotali.[73]
- Altre contaminazioni:
  - Durante l'epoca del Tabernacolo e del Tempio i sacerdoti dovevano astenersi dal bere vino o altri liquori prima e dopo i loro servizi liturgici (Levitico 10:9[74], Ezechiele 44:21[75]).

Secondo il Libro dell'Educazione, commentario rabbinico del XIII secolo, poiché il Tempio era un luogo di bellezza e i servizi liturgici erano officiati per ispirare i visitatori a pensieri di pentimento e ravvicinamento a Dio, un sacerdote fisicamente imperfetto e un ambiente spirituale imperfetto avrebbero rovinato l'atmosfera.

## I 24 doni kohanici

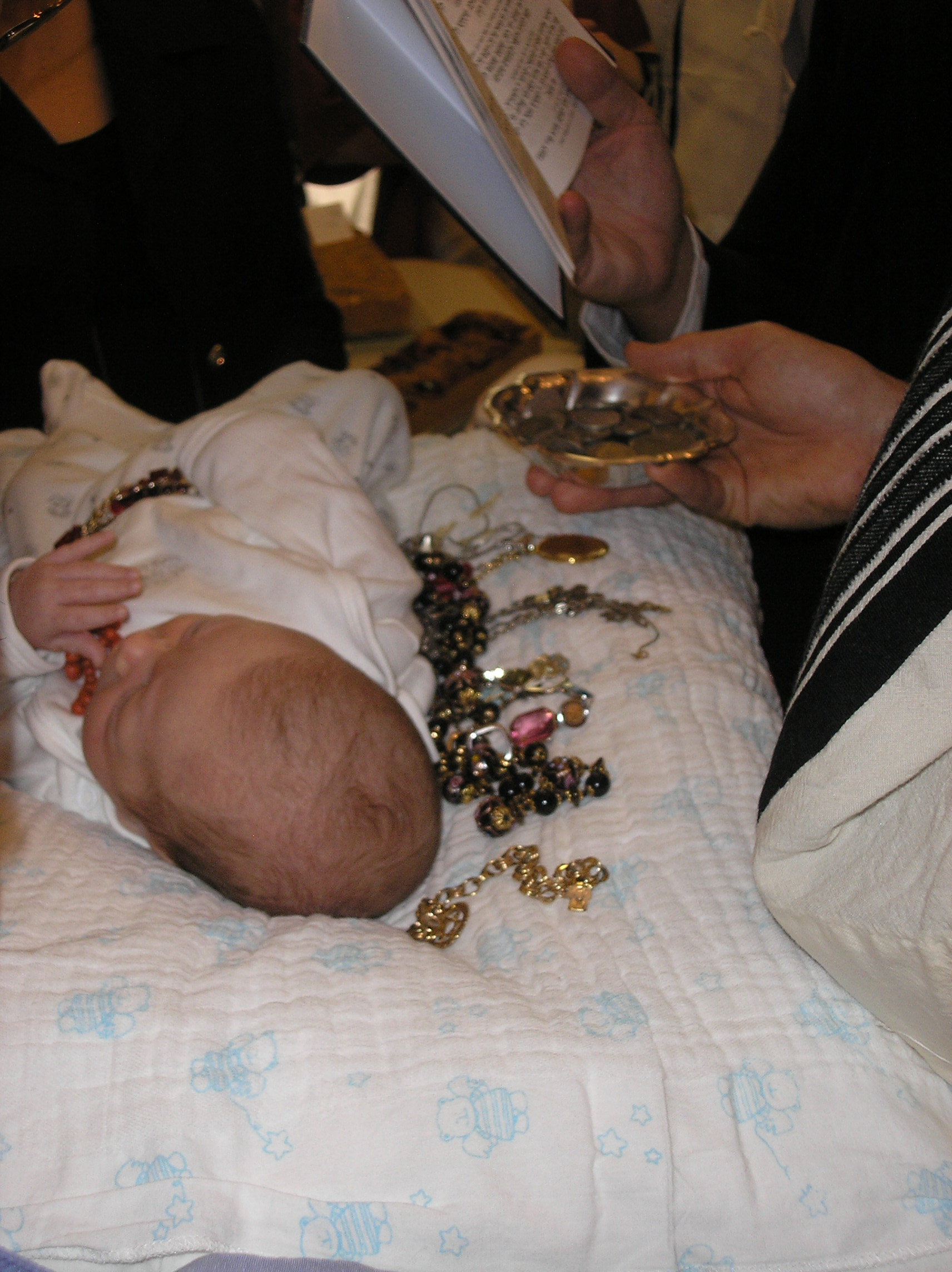
"Pidyon Haben": riscatto del primogenito

I kohanim venivano ricompensati per i loro servizi svolti nel Tempio e a favore del popolo di Israele, con "ventiquattro doni kohanici". Di queste 24 donazioni, 10 vengono elencate da presentare anche al di fuori della Terra di Israele; dieci venivano dati ai sacerdoti dentro il Tempio di Gerusalemme, la "Casa Santa" (beyth ha-miqdash); quattro da consumarsi in Gerusalemme. I ventiquattro doni kohanici sono descritti dalla Gemara La maggioranza di tali donazioni era rappresentata da cibo.

### Doni
Secondo la Tosefta "Hallah" i dieci doni offerti (o consumati) entro l'area del Tempio erano porzioni di:
1. un animale portato come offerta per espiazione di peccato
2. un'offerta di colpa
3. sacrifici per offerte comunitarie di pace
4. un uccello portato come offerta per peccato commesso
5. un'offerta di colpa sospesa
6. offerta di olio d'oliva per metzora.
7. due pagnotte portate per i Primi Frutti
8. pane della presentazione (Esodo 25:3)
9. resti del pasto dell'oblazione
10. resti della porzione di grano rimasta dall'offerta del primo covone, l'offerta Omer
I doni da esser offerti (o consumati) entro le mura di Gerusalemme erano:
11. il primogenito di qualsiasi animale domestico kosher
12. i Primi Frutti
13. gli organi interni di certe offerte, che venivano rimossi dalle offerte del Nazireato
14. la pelle di certe offerte
I doni che potevano esser dati (o consumati) fuori Gerusalemme erano:
15. la Terumah o "offerta elevata" di una porzione del raccolto
16. la Terumat hamaaser o offerta elevata della decima - una decima della decima levita
17. la Challah (una porzione di pane)
18. la prima tosa delle pecore
19. la zampa anteriore, guance e fauci di tutti gli animali domestici non-santificati, macellati ritualmente
20. l'oblazione in denaro offerta per il "riscatto" di un figlio primogenito - "Pidyon Haben" (ebraico: pidyon haben פדיון הבן; riscatto del figlio) - nella tradizione rabbinica, cinque sicli d'argento per il riscatto del primogenito israelita.
21. denaro (o una pecora o capra) riscattato al posto di un asino primogenito
22. cose dichiarate cherem (ebraico חֵרֶם - dedicate, consacrate), proprietà o effetti dedicati al Tempio senza specifica di come offrirli
23. campi ereditati che erano dedicati al Tempio e non reclamati/recuperati durante l'anno di Giubileo
24. ciò che veniva recuperato e che era stato rubato ad uno straniero residente morto senza lasciare eredi.
Le donne, che non servivano al Tabernacolo o al Tempio, potevano consumare e/o derivare benefici da alcuni dei 24 doni sacerdotali. Ma, se la figlia di un kohen sposava fuori del lignaggio kohanico, non le era più permesso beneficiare di questi doni. Invece la figlia di israeliti non sacerdoti che sposava un sacerdote assumeva gli stessi diritti di una figlia nubile di sacerdote.

## Il Kohen e lo studio della Torah

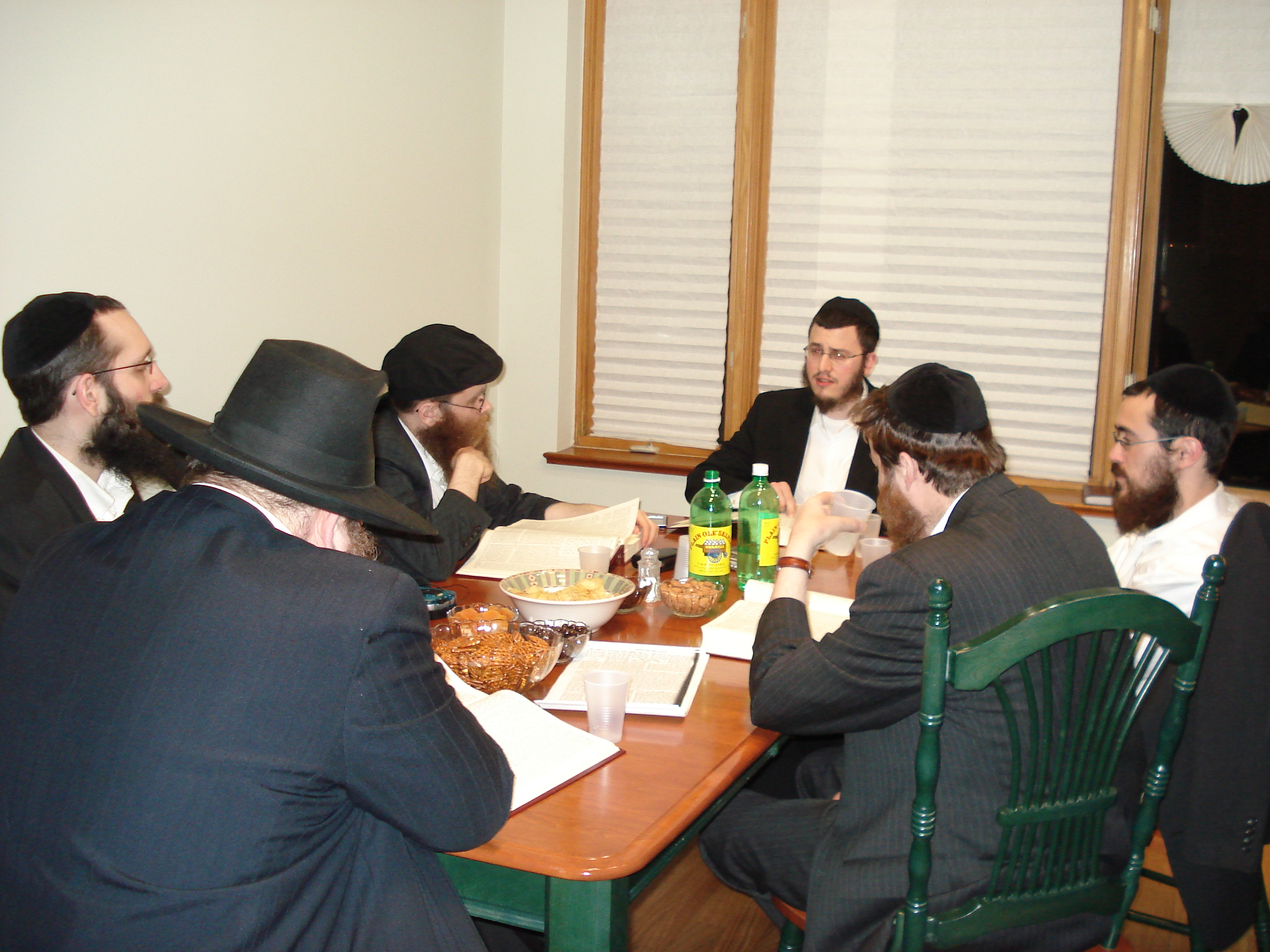
Un gruppo di Kohanim che studiano le leggi Mishnayot del Kelim in attesa della ricostruzione del Beit haMikdash.

Passi della Torah e commentari rabbinici asseriscono che il kohen ha un ruolo unico di guida nell'ambito della nazione di Israele: oltre alle funzioni sacrificali del Tempio (i korbanot), già menzionate, il kohen deve assumersi la responsabilità di essere erudito nelle leggi e sfumature della Torah e insegnarle al popolo ebraico.
Rabbi Samson Raphael Hirsch spiega che questa responsabilità non era esclusiva degli istruttori della Torah, ma dovevano operare insieme ai leader rabbinici dell'epoca.

## Applicazioni moderne
Dopo la distruzione del Secondo Tempio e la sospensione delle offerte sacrificali il ruolo formale dei sacerdoti nelle funzioni sacrificali si è conclusa, temporaneamente o permanentemente. Tuttavia i kohanim conservano un ruolo cerimoniale formale e pubblico nei servizi di preghiera in sinagoga che sono stati stabiliti come sostituto o rimembranza dei sacrifici stessi ("Preparate le parole da dire e tornate al Signore; ditegli: «Togli ogni iniquità: accetta ciò che è bene e ti offriremo il frutto delle nostre labbra al posto dei vitelli»." Osea 14:03) I kohanim hanno anche un numero limitato di altre funzioni/privilegi speciali nella pratica religiosa ebraica. Questi ruoli speciali sono stati mantenuti nell'ebraismo ortodosso e talvolta nell'ebraismo conservatore. L'ebraismo riformato non offre invece nessun ruolo speciale o riconoscimento ai kohanim.

### Aliyahin sinagoga
Ogni lunedì, giovedì e sabato (Shabbat) nelle sinagoghe ortodosse (e molte anche di quelle conservatrici) viene letta una porzione di Torah ad alta voce nella versione originale ebraica di fronte alla congregazione. Nei giorni feriali questa lettura è divisa in tre parti ed è tradizione chiamare un kohen per la prima lettura (aliyah, ebraico: עליה, "salita"), un levita per la seconda lettura e un membro di qualsiasi altra Tribù di Israele per la terza lettura. Nello Shabbat la lettura è divisa in sette parti: un kohen viene chiamato per la prima aliyah e un levita per la seconda, un membro di un'altra Tribù per tutto il resto. Se un kohen non è presente è consuetudine in molte comunità che un levita faccia la prima aliyah "Bimkom Kohen" ("al posto di un kohen") e un israelita le altre successive. Tuttavia questa usanza non è richiesta dalla Halakhah (legge religiosa ebraica) e qualsiasi israelita potrebbe essere chiamato anche per le prime le aliyot (plur.).
Rabbi Meir di Rothenburg (1215 – 1293) ha stabilito che in una comunità composta interamente di kohanim, il divieto di chiamare kohanim per qualsiasi cosa eccetto le prime due letture ed il maftir aliyot, crea una situazione di stallo che può essere risolta chiamando le donne alla Torah per tutte le aliyot intermedie. Dr Joel B. Wolowelsky, noto autore sul tema del ruolo delle donne nell'ebraismo, ha recentemente raccomandato questa opinione del rabbino di Rothenburg dicendo che bisognerebbe basarsi su questa autorità medievale per permettere la creazione deliberata di minianim composte esclusivamente da kohanim, con l'esplicito scopo di dare alle donne l'opportunità di fare aliyah alla Torah in comunità ortodosse.

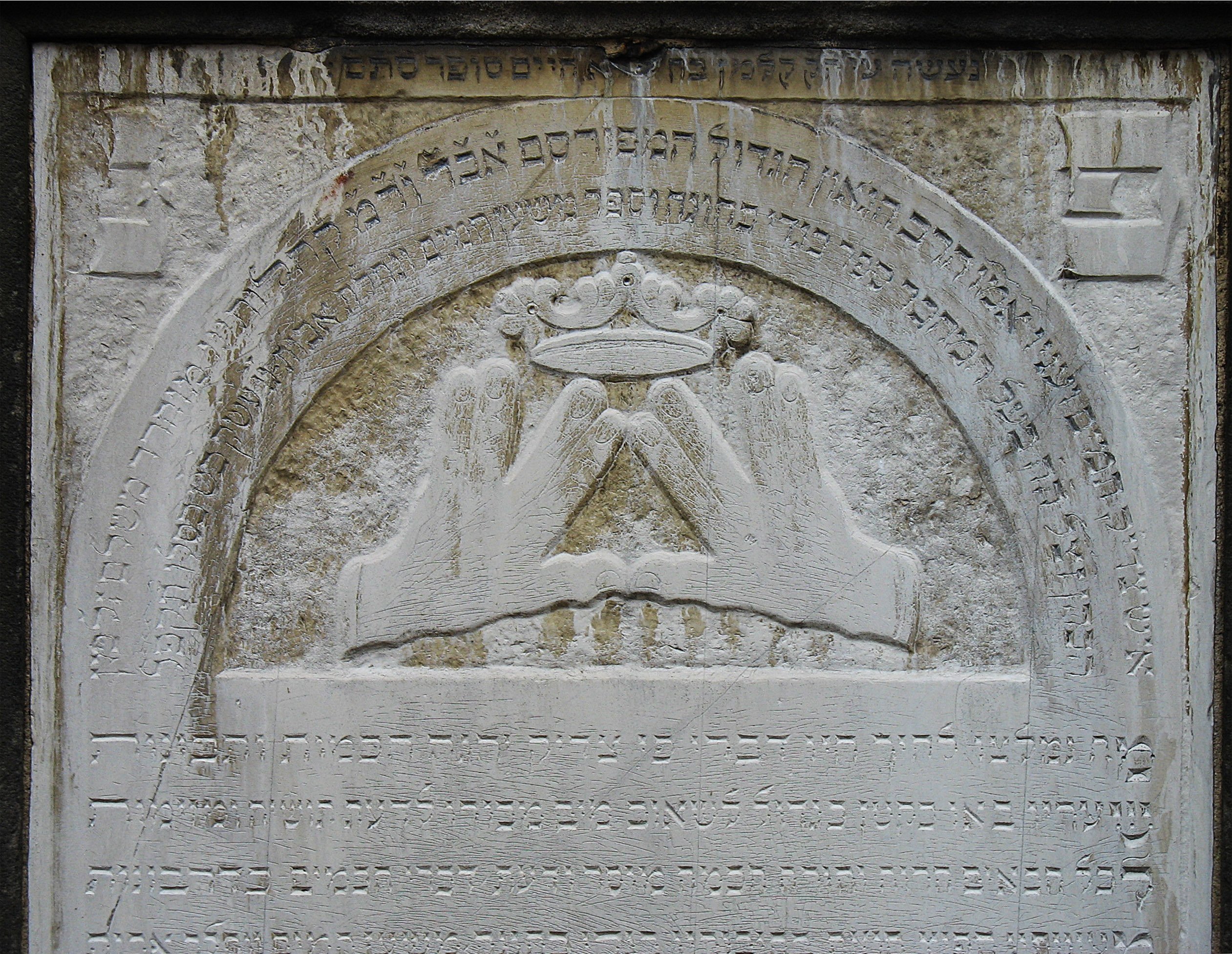
Benedizione scolpita sulla tomba di Rabbi Meschullam Kohn (1739-1819), che fu un kohen.

Il "Committee on Jewish Law and Standards - CJLS" (Comitato della Legge e Standard Ebraici) dell'Assemblea Rabbinica conservatrice, coerente con la visione generale del movimento sul ruolo dei kohanim, ha stabilito che la pratica del chiamare un kohen alla prima aliyah rappresenta una consuetudine piuttosto che una legge e che, di conseguenza, un rabbino conservatore non è obbligato a seguirla. In quanto tale, in alcune sinagoghe conservatrici questa pratica non è seguita.

### Benedizione sacerdotale

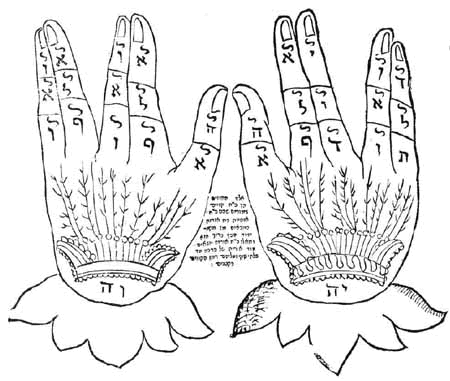
Raffigurazione della Benedizione sacerdotale, con le mani suddivise in 28 sezioni, ognuna contenente una lettera ebraica - "28" in numeri ebraici forma la parola Koach = Forza. Alla base di ogni mano, le due lettere si combinano a formare יהוה, il Nome di Dio.

I kohanim che partecipano al servizio di preghiera ortodossa impartiscono anche la Benedizione Sacerdotale, durante la ripetizione dello Shemonè esrè. Svolge questo servizio in piedi e di fronte alla folla, nella parte anteriore della congregazione, con le braccia tese verso l'esterno e le mani e dita in una posizione specifica. I kohanim che vivono in Israele e molti ebrei sefarditi che vivono fuori Israele, impartiscono la Benedizione Sacerdotale quotidianamente; ebrei ashkenaziti che vivono fuori Israele lo fanno solo per le festività.
La benedizione si basa sul passo biblico: "Così porranno il mio nome sugli Israeliti e io li benedirò." 6:23-27. Consiste del seguente versetto (6:24-26):
Ti benedica il SIGNORE (YHWH) e ti protegga. -
ebraico: יְבָרֶכְךָ יְהוָה, וְיִשְׁמְרֶךָ
("Yivorekhekhaw Adonai v'yishm'rekhaw ...)
Il SIGNORE faccia "brillare" il Suo "volto" su di te e ti sia propizio -
ebraico: יָאֵר יְהוָה פָּנָיו אֵלֶיךָ, וִיחֻנֶּךָּ
("Yo'ayr Adonai pawnawv aylekhaw vikhoonekhaw ...)
Il SIGNORE rivolga su di te il Suo volto e ti conceda pace -
ebraico: יִשָּׂא יְהוָה פָּנָיו אֵלֶיךָ, וְיָשֵׂם לְךָ שָׁלוֹם
("Yisaw Adonai pawnav aylekhaw v'yasaym l'khaw shalom.")

## Test genetici
Recentemente la tradizione che molti kohanim discendono da un antenato maschile comune ha ottenuto la conferma dai test genetici. Poiché il cromosoma Y viene ereditato solo dal padre (le donne non hanno il cromosoma Y), tutte le linee dirette maschili condividono lo stesso aplotipo. Pertanto, sono stati effettuati test in settori della popolazione ebraica e non ebraica, per vedere se c'era qualche comunanza tra i loro cromosomi Y. La ricerca iniziale fatta da Hammer, Skorecki et al., si basava su uno studio limitato di 188 soggetti, che individuava una serie limitata di marcatori genetici che si trovavano in poco più del 50% degli ebrei con una tradizione di lignaggio sacerdotale e circa il 5% degli ebrei che non credevano di essere kohanim.

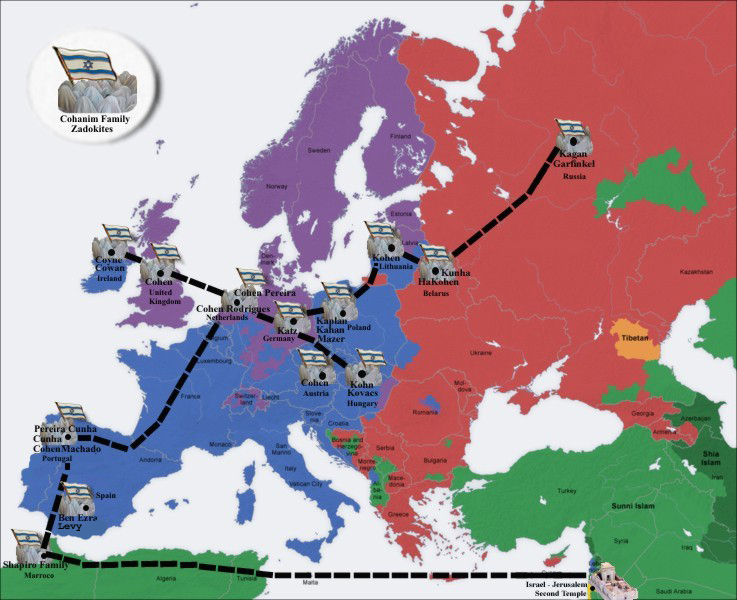
Migrazione dell'aplogruppo kohanim J2 DNA

 Nel corso del decennio successivo, Hammer, Skorecki, e altri ricercatori hanno continuato a raccogliere materiale genetico da popolazioni ebraiche e non ebraiche sparse per il mondo. Ciò ha portato alla classificazione di una più ampia serie di marcatori genetici, ora chiamata l'"Aplotipo Modale Cohen (CMH)". I risultati più recenti suggeriscono che il 46% di coloro che hanno una tradizione di discendenza sacerdotale appartengono all'aplogruppo Y-DNA identificato come J-P58, e che almeno due terzi di questo 46% hanno sequenze Y-DNA molto simili, che indicano ascendenze comuni relativamente recenti. Un ulteriore 14% dei kohanim sono risultati appartenere ad un altro lignaggio, nell'aplogruppo J2A-M410. Al contrario, il CMH originale si trova solo nel 5%-8% degli ebrei che non hanno tradizioni di discendenza kohanim, e solo il 1,5% è risultato avere la maggiore corrispondenza alla sequenza più dettagliata. Tra i non-ebrei il CMH si può trovare tra yemeniti (13%) e giordani (~7%) non-ebrei, ma nessuno corrisponde maggiormente alla sequenza più dettagliata. Quindi, anche gli studi scientifici pubblicati recentemente documentano certe specifiche distinzioni nei cromosomi Y dei kohanim, il che implica che una parte consistente di kohanim condividono un antenato maschile comune. Dal momento però che lo status religioso di un kohen è subordinato all'essere il discendente biologico maschio di Aronne insieme a numerose altre variabili non soggette a test genetici (per es., la moglie di un kohen non deve aver avuto rapporti precedenti con un non-ebreo, o essere una divorziata, ecc.), il possesso di un aplotipo comune non fornisce una base sufficiente a conferire o mantenere lo status religioso di un kohen, che dipende da molte altre cose oltre l'ereditarietà semplice. Questa perdita di status sacerdotale nel corso del tempo può spiegare l'esistenza del 1,5% di ebrei non kohen che possiedono la sequenza del cromosoma Y più comune tra kohanim.

## Il cognome Cohen (e le sue varianti)
Lo status di kohen nell'ebraismo non ha necessariamente un nesso col cognome di una persona. Anche se è vero che discendenti di kohanim spesso portano cognomi che riflettono la loro genealogia, ci sono molte famiglie con il cognome Cohen (o rispettive varianti) che non sono kohanim e a volte nemmeno ebree. Al contrario, ci sono molti kohanim che non hanno "Cohen" come cognome.
Ci sono numerose variazioni della grafia del cognome "Cohen", spesso modificato dalla traduzione o traslitterazione da o verso altre lingue, come esemplificato qui di seguito (elenco non completo):
Inglese : Cohen, Cowen, Cahn, Cahan, Carne, Cohn, Conn, Conway, Cohan, Cohaner, Cahanman, Chaplan, Kaplan (Cohan è anche un nome irlandese e Conway è anche un cognome di origine gallese)
Tedesco : tedesco: Kohn, Cohn, Kogen, Korn, Kuhn, Kahn, Cön/Coen, Katz (abbreviazione ebraica di Kohen Zedek (כהן צדק), cioè "sacerdote giusto")
Olandese : Cohen, Käin, Kohn, Kon, Kaner, Cogen
Francese : Cahen, Cohen, Caen, Cahun
Greco: Kots, Kotais, Kothanis, Kotatis (Tradotto in "Coheni", Ebrei Romanioti)
Ungherese: Kohen, Kovacs, Káhán
Russo: Kogan, Brevda, Kagedan/Kagidan (in ebraico, questo nome ha la grafia "kaf-shin-daled-nun" ed è un acronimo di "Kohanei Shluchei DeShmaya Ninhu," che è aramaico e significa "i sacerdoti sono messaggeri del cielo"). Kazhdan/Kazdan/Kasdan/Kasdin/Kasden/Kogan/Kogensohn/Kagan/Kaganovich/Kaganovsky sono altre possibili varianti di questo nome
Georgiana : Kotais, Kotatis, Kutatisi, Kutaisi
Serbo : Koen, Kon, Kojen
Polacco : Kon, Kochan, Jach, Kaplan, Caplan, Kaplin, Kaplon, Kaç
Italiano : Coen, Cohen, Prohen, Sacerdote, Sacerdoti, Sacerdoti Coen, Coin
Spagnolo : Coen, Cohen, Koen, Cannoh, Canno, Canoh, Cano
Basco: Apeztegui ("casa sacerdotale"), in basco: "apaiz", sacerdotale e "tegi", casa). Anche Apéstegui, Apesteguia, Apaestegui, Aphesteguy
Portoghese: Cão, Cunha
Persiano : Kohan, Kahen, Kohanzad, Kohanchi, Kohani
Turco : Kohen
Arabo: al- Kohen al- Kahen, al- Kahin, Tawil, Tabili, Tavili, Taguili
Ebraico antico/moderno: Kohen, HaKohen, ben-Kohen, bar-Kohen
Altri: Maze/Mazo (acronimo di mi zera Aharon,, cioè "dal seme di Aronne"), Azoulai (acronimo di ishah zonah ve'challelah lo yikachu, che significa "una straniera o divorziata egli non prenderà", proibizione applicata ai kohanim), Rappaport,[39] Kahane.
Comunque, di certo non tutti gli ebrei con questi cognomi sono kohanim. Alcuni cognomi in quest'ambito sono considerati indice di status più forte di altri. "Cohen" è uno dei cognomi più difficili da comprovare a causa della sua grande diffusione.
Attualmente in Israele, "Moshe Cohen" è l'equivalente di "Gianni Bianchi" in Italia, cioè un nome proverbialmente comune.

## Il Kohen e l'Olocausto
Nel 1938, con lo scoppio della violenza che sarebbe poi stata conosciuta come "Kristallnacht" (Notte dei cristalli), il rabbino ortodosso americano Mnachem Hakohen Risikoff descrisse il ruolo centrale che vedeva per sacerdoti e leviti in termini di reazioni degli ebrei e del mondo, nel culto, nella liturgia, e nel pentimento (teshuva). Nel suo saggio I Sacerdoti e i Leviti, sottolineò che i membri di questi gruppi esistono in una dimensione tra storia (sotto) e redenzione (sopra), e devono agire in un modo unico per aiutare gli altri a volgersi verso la preghiera e l'azione, e contribuire a porre fine alla sofferenza. Scrisse: "Oggi, anche noi stiamo vivendo un momento di dilagamento, non di acqua, ma di un fuoco tremendo, che brucia e distrugge la vita ebraica. Stiamo affogando in un mare di sangue... Ma tramite i Kohanim e i Levi'im l'aiuto arriverà per tutto Israele".